# SN 2011ch
SN 2011ch – supernowa typu Ia odkryta 27 kwietnia 2011 roku w galaktyce A130254+4952. W momencie odkrycia miała maksymalną jasność 16,10m.